# 美國麥迪安網路安全公司
美國麥迪安網路安全公司（Mandiant Corporation），是一家位於美國加州的拥有軍方背景的私人網絡安全技術公司。創始人凱文·曼迪亞（Kevin Mandia）是美國空軍情报中心退役軍官。其在2013年2月19日公布了指責中国軍方黑客襲擊141家企業的細節追蹤報告，指證称中国军方竊取了這些企業的商業機密。
2013年12月30日，网络安全公司FireEye以10亿美元收购了麦迪安网络安全公司。
2021年6月，Mandiant 以12亿美元的价格将FireEye 产品线、名称和大约1300名员工出售给Symphony Technology Group。 剩下的组织更名为Mandiant并将专注于 Mandiant Advantage 和服务。
2022年3月，Google宣布计划以54亿美元的價格收购Mandiant。
2022年9月12日，Google完成收購，Mandiant 成為Google Cloud的子公司。